# Joseph Robineau de Villebon
Pour les articles homonymes, voir Robineau.
Joseph Robineau de Villebon ou Joseph Robinau de Villebon, né le 22 août 1655 en Nouvelle-France, et mort le 5 juillet 1700 à Fort Saint-Jean (Nouvelle-France), est un officier acadien, gouverneur de l'Acadie.

## Biographie
Né en Nouvelle-France, Joseph Robineau de Villebon est le fils de René Robinau de Bécancour, l'un des membres de la Compagnie des Cent-Associés et premier Grand voyer de la Nouvelle-France. Il a reçu la plupart de son éducation et son expérience militaire en France.
L'importance attribuée à Robineau de Villebon arriva lorsqu'il retourna à la Nouvelle France en 1681 et fut déployé en Acadie en 1685 pour assister François-Marie Perrot, puis le gouverneur Louis-Alexandre des Friches de Menneval. Il était en France lorsque William Phips captura Port Royal au printemps 1690. Phips prit des prisonniers, et pris possession d'un territoire allant de Menneval à Boston.
Joseph Robineau rétablit l'appartenance de la France en Acadie, et fut nommé gouverneur, fonction qu'il occupa jusqu'à sa mort. Il sut maintenir la présence de la France en Acadie grâce à ses talents militaires et son habileté à négocier avec les amérindiens. Ses entreprises bénéficièrent grandement du soutien du gouverneur de la Nouvelle-France, Louis de Buade de Frontenac.

## Hommages
Une avenue a été nommée en son honneur, en 1948, dans la ville de Québec.